# Pogonocherus creticus
Pogonocherus creticus är en skalbaggsart som beskrevs av Josef Kratochvíl 1985. Pogonocherus creticus ingår i släktet Pogonocherus och familjen långhorningar. Inga underarter finns listade i Catalogue of Life.